# Żerdzianka szewc
Żerdzianka szewc (Monochamus sutor) – gatunek chrząszcza z rodziny kózkowatych. Żyje w lasach iglastych w Europie i Azji.